# Söke

Lage von Söke innerhalb von Aydın

Söke (griechisch Ανέων (Aneon) oder Σώκια (Sokia)) ist eine Stadt an der Ägäisküste im gleichnamigen Ilçe (Bezirk) der türkischen Provinz Aydın und gleichzeitig eine Mitgliedskommune der 2012 geschaffenen Büyükşehir belediyesi Aydın (Großstadtgemeinde/Metropolprovinz). Die Stadt ist über die Straße D 525 mit der İzmir-Aydın-Autobahn Otoyol 31 verbunden. Verbunden ist Söke auch auf eine andere Art: Seit 1996 besteht eine Städtepartnerschaft mit Schönebeck in Sachsen-Anhalt.
Seit einer Gebietsreform 2014 ist der Ilçe flächen- und einwohnermäßig identisch mit der Gemeinde, alle 41 ehemaligen Dörfer und 7 Gemeinden des Bezirks (Stand Dezember 2012: Atburgazı, Bağarası, Güllübahçe, Sarıkemer, Savuca, Sazlı und Yenidoğan) wurden Mahalle (Stadtviertel) von Söke, bzw. wurden die bestehenden Gemeinden aufgelöst und ihre Mahalle unmittelbar Mahalle der Gemeinde Söke.

## Persönlichkeiten
- Çetin Şengonca (* 1941), Entomologe
- Nurten Yılmaz (* 1957), österreichische Politikerin
- Bülent Tulay (* 1961), Verleger, Unternehmer und Publizist
- Tuncay Caliskan (* 1977), Taekwondo-Kämpfer
- Özgül Kavruk (* 1977), Schauspielerin und Model
- Mustafa Şen (* 1982), Fußballspieler
- Murat Gürbüzerol (* 1988), Fußballspieler
- Anıl Taşdemir (* 1988), Fußballspieler
- İsa Akgöl (* 1989), Fußballspieler